# Finlandia ai Giochi della VIII Olimpiade
La Finlandia partecipò ai Giochi della VIII Olimpiade, svoltisi a Parigi dal 4 maggio al 27 luglio 1924,
con una delegazione di 121 atleti impegnati in 12 discipline,
aggiudicandosi 14 medaglie d'oro, 13 medaglie d'argento e 10 medaglie di bronzo.

## Medagliere

### Per discipline
| Sport              | Oro | Argento | Bronzo | Totale |
| ------------------ | --- | ------- | ------ | ------ |
| Atletica leggera   | 10  | 5       | 2      | 17     |
| Lotta greco-romana | 3   | 4       | 3      | 10     |
| Lotta libera       | 1   | 3       | 2      | 6      |
| Tiro               | 0   | 1       | 2      | 3      |
| Vela               | 0   | 0       | 1      | 1      |
| Totale             | 14  | 13      | 10     | 37     |

### Medaglie d'oro
| Medaglia | Atleta                                                                         | Sport              | Evento                      |
| -------- | ------------------------------------------------------------------------------ | ------------------ | --------------------------- |
| Oro      | Paavo Nurmi                                                                    | Atletica leggera   | 1500 metri piani            |
| Oro      | Paavo Nurmi                                                                    | Atletica leggera   | 5000 metri piani            |
| Oro      | Ville Ritola                                                                   | Atletica leggera   | 10000 metri piani           |
| Oro      | Ville Ritola                                                                   | Atletica leggera   | 3000 metri siepi            |
| Oro      | Paavo Nurmi Ville Ritola Elias Katz Frej Liewendhal Eino Seppälä S. Talja      | Atletica leggera   | 3000 metri a squadre        |
| Oro      | Albin Stenroos                                                                 | Atletica leggera   | Maratona                    |
| Oro      | Paavo Nurmi                                                                    | Atletica leggera   | Corsa campestre individuale |
| Oro      | Paavo Nurmi Ville Ritola Heikki Liimatainen Eino Rastas Eero Berg Väinö Sipilä | Atletica leggera   | Corsa campestre a squadre   |
| Oro      | Jonni Myyrä                                                                    | Atletica leggera   | Lancio del giavellotto      |
| Oro      | Eero Lehtonen                                                                  | Atletica leggera   | Pentathlon                  |
| Oro      | Kalle Anttila                                                                  | Lotta greco-romana | Pesi piuma                  |
| Oro      | Oskari Friman                                                                  | Lotta greco-romana | Pesi leggeri                |
| Oro      | Edvard Westerlund                                                              | Lotta greco-romana | Pesi medi                   |
| Oro      | Kustaa Pihlajamäki                                                             | Lotta libera       | Pesi gallo                  |

### Medaglie d'argento
| Medaglia | Atleta              | Sport              | Evento                        |
| -------- | ------------------- | ------------------ | ----------------------------- |
| Argento  | Ville Ritola        | Atletica leggera   | 5000 metri piani              |
| Argento  | Elias Katz          | Atletica leggera   | 3000 metri siepi              |
| Argento  | Erik Vilén          | Atletica leggera   | 400 metri ostacoli            |
| Argento  | Ville Ritola        | Atletica leggera   | Corsa campestre individuale   |
| Argento  | Vilho Niitymaa      | Atletica leggera   | Lancio del disco              |
| Argento  | Anselm Ahlfors      | Lotta greco-romana | Pesi gallo                    |
| Argento  | Aleksanteri Toivola | Lotta greco-romana | Pesi piuma                    |
| Argento  | Arthur Lindfors     | Lotta greco-romana | Pesi medi                     |
| Argento  | Edil Rosenqvist     | Lotta greco-romana | Pesi massimi                  |
| Argento  | Kaarlo Mäkinen      | Lotta libera       | Pesi gallo                    |
| Argento  | Volmar Wikström     | Lotta libera       | Pesi leggeri                  |
| Argento  | Eino Leino          | Lotta libera       | Pesi welter                   |
| Argento  | Konrad Huber        | Tiro               | Tiro al piattello individuale |

### Medaglie di bronzo
| Medaglia | Atleta                                                                               | Sport              | Evento                      |
| -------- | ------------------------------------------------------------------------------------ | ------------------ | --------------------------- |
| Bronzo   | Eero Berg                                                                            | Atletica leggera   | 10000 metri piani           |
| Bronzo   | Vilho Tuulos                                                                         | Atletica leggera   | Salto triplo                |
| Bronzo   | Väinö Ikonen                                                                         | Lotta greco-romana | Pesi gallo                  |
| Bronzo   | Kalle Westerlund                                                                     | Lotta greco-romana | Pesi leggeri                |
| Bronzo   | Onni Pellinen                                                                        | Lotta greco-romana | Pesi medio-massimi          |
| Bronzo   | Arvo Haavisto                                                                        | Lotta libera       | Pesi leggeri                |
| Bronzo   | Vilho Pekkala                                                                        | Lotta libera       | Pesi medi                   |
| Bronzo   | Lennart Hannelius                                                                    | Tiro               | Pistola libera individuale  |
| Bronzo   | Konrad Huber Robert Huber Werner Ekman Toivo Tikkanen Georg Nordblad Magnus Wegelius | Tiro               | Tiro al piattello a squadre |
| Bronzo   | Hans Dittmar                                                                         | Vela               | Olympic Monotype            |